# Geneviève Le Bellegou-Béguin
Geneviève Le Bellegou-Béguin, née le 15 avril 1926 à Toulon et morte le 27 avril 2012 dans la même commune, est une avocate et femme politique française.

## Détail des fonctions et des mandats
Mandat parlementaire
- 27 septembre 1981 – 1er octobre 1986 : Sénatrice du Var

Mandats locaux
- janvier 1973 – mars 1989 : Maire d'Aups
- à partir de 1973 : Conseillère régionale et vice-présidente du conseil régional de Provence-Alpes-Côte d'Azur